# Dschamaladin Nabijewitsch Gassanow

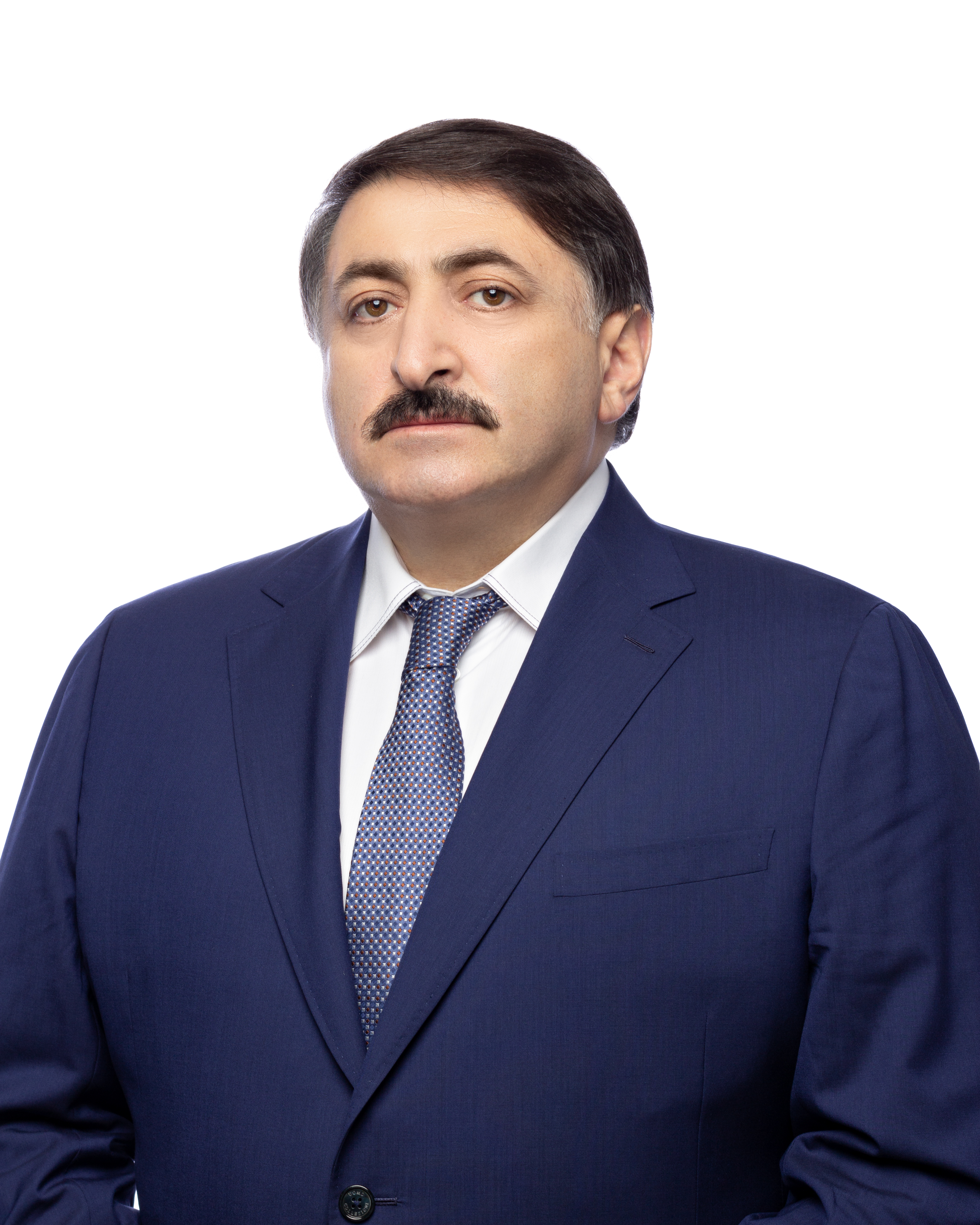
Dschamaladin Nabijewitsch Gassanow

Dschamaladin Nabijewitsch Gassanow (russisch Джамаладин Набиевич Гасанов; * 5. August 1964 im Dorf Lewaschi, Rajon Lewaschinski; Dagestanische Autonome Sozialistische Sowjetrepublik, UdSSR) ist ein russischer Politiker und Staatsmann aus Dagestan.

## Biographie
Gassanow ist ein ethnischer Darginer. Er absolvierte die Pelzfachschule in Saratow. 
1994 wurde er Assistent des Ministerpräsidenten der Region Stawropol. Ab 1999 war er stellvertretender Gesandter des russischen Präsidenten in der Region Stawropol.
Zwischen 2000 und 2004 bekleidete Gassanow die Funktion des Föderalen Chefinspektors der bevollmächtigten Vertretung Russlands im südlichen Föderationskreis. Anschließend wurde er zum Inspektionsleiter für die Kontrolle der nichtsteuerlichen Einnahmen in der Rechnungskammer Russlands.
2007 zog Gassanow als Abgeordneter der Fraktion LDPR in die Staatsduma. Diesen Erfolg wiederholte er bei den Wahlen 2016 und 2021. Derzeit repräsentiert er die Partei Einiges Russland.
Von 2019 bis 2021 war Gassanow ständiger Vertreter der Republik Dagestan beim Präsidenten Russlands.